# Laurent Negro (Kunstsammler)
Laurent Negro (* 1972 in Gourdon, Alpes-Maritimes) ist ein französischer Kunstsammler. Seine Sammlung von Objekten des Art déco wird von Fachleuten als die bedeutendste Privatsammlung ihrer Art angesehen.

## Leben
Laurent Negro ist der Sohn des gleichnamigen Unternehmers. Mit dem Tod des Vaters 1996 erbte er einen Teil von dessen Milliardenvermögen sowie das Schloss von Gourdon mit einer beträchtlichen Kunstsammlung. Der Sohn hielt sich danach zehn Jahre in London auf und verfasste eine Abhandlung über David Hume, den Philosophen der Aufklärung.

## Sammlungen
Die ererbte Kunstsammlung des Vaters bestand aus alter Kunst, darunter befanden sich aber keine Stücke mit einem strahlenden Ruf. Der Sohn setzte seinen Ehrgeiz darin, eine exzellente und einzigartige Sammlung aufzubauen. Er konzentrierte sich auf die Art déco der 1920er Jahre mit dem Schwerpunkt auf Künstler der Union des Artistes Modernes (UAM) und erwarb binnen 15 Jahren mehr als tausend Objekte. Die Sammlung naiver Kunst, die sein Vater zusammengetragen hatte, verkaufte er 2002.
Zu seiner Art-déco-Sammlung gehörten unter anderem folgende, von Experten als erstklassig eingestufte Stücke:
- Das persönliche Esszimmer von Robert Mallet-Stevens.
- Das Ebenholzbett, den großen schwarzlackierten Schreibtisch und die Chaiselongue Aux skis von Jacques-Émile Ruhlmann.
- Der Korktisch, der Sessel Bibendum (1926/1929) und ein luftiger Paravent Briques aus schwarzlackierten, zusammengefügten Rechteckelementen aus Holz von Eileen Gray entstanden in den Jahren 1923/1925, ähnlich dem, den die Künstlerin für das Atelier der Modeschöpferin Suzanne Talbot schuf.
- Ein schwarz-elfenbeinfarbig lackierter Spieltisch, den Jean Dunand für Madeleine Vionnet entworfen hatte, wird auf einen Wert von 5 Millionen Euro geschätzt. Ebenfalls von Jean Dunand geschaffen ist eine große kantige Kommode mit einer Oberfläche aus hellem Chinalack und markanten senkrechten schwarzen Leisten entlang der Schubladengriffe.
- Die kubistische Stehlampe La Religieuse, modèle SN 31 von Pierre Chareau, die für das Grand Hôtel Tours anfertigt wurden.
- Eine große Anzahl von Objekten aus Stahl, anderem Metall und Glas stammt aus dem Nachlass des Maharadscha von Indore, darunter der obengenannte Schreibtisch von Ruhlmann.
- Eine Tischuhr aus versilbertem Metall und Marmor aus dem Jahre 1930 von Jean Puiforcat entworfen und bei Hour Lavigne in Paris gefertigt.[1]

Im Marktwert weniger hoch eingeschätzt als die Werke des klassischen Art déco, aber in kunsthistorischer Hinsicht bedeutsam, wegen ihrer damals radikalen Modernität, sind Stücke von Künstlern der Union des Artistes Modernes (UAM), zu der neben den bereits genannten Künstlern Eileen Gray, Pierre Chareau und Robert Mallet-Stevens auch Charlotte Perriand, Djo-Bourgeois, René Herbst und Le Corbusier zählten.
Laurent Negro führt von Zeit zu Zeit Besucher durch seine Sammlung, führt jedoch ansonsten ein zurückgezogenes Leben und hält sich von den Medien und vom Internet fern. Er nutzt keinen Computer und ist laut Selbstauskunft nicht in der Lage, einen Videorekorder zu programmieren. Gegenüber der modernen Technik ist er skeptisch eingestellt: „Die Leute wechseln jedes Jahr ihr Handy. Alle zwei Jahre ihren Computer. ... Ich verabscheue diese Wegwerf-Gesellschaft.“
Andererseits legt er großen Wert darauf, dass die Gegenstände aus seiner Sammlung, zu ihrer Zeit innovative Kostbarkeiten, alle technisch funktionsfähig sind – im Gegensatz zu manchem Objekt in öffentlichen Sammlungen. Sein von innen beleuchteter Tisch von Charlotte Perriand lässt sich anschalten – das fast identische Exemplar, das sich im Musée des arts déco in Paris befindet, nicht.
Im März 2011 wurden durch Christie’s  im Pariser Palais de Tokyo 869 Lose aus der Sammlung, unter anderem mit den obengenannten Objekten, zur Versteigerung gebracht.

## Quelle
- Michel Guerrin: L'ange caché de l'Art déco. Le Monde, 16. November 2010, S. 24–25.